# Mezzana (Trento)
Mezzana és un municipi italià, dins de la província de Trento. L'any 2007 tenia 873 habitants. Limita amb els municipis de Commezzadura, Pellizzano, Pinzolo i Rabbi.

## Administració
| Període | Identitat            | Partit        |
| ------- | -------------------- | ------------- |
| 2005-   | Giuliano Dalla Serra | Llista cívica |